# Betvattnet
Betvattnet är en sjö i Färgelanda kommun i Dalsland och ingår i Göta älvs huvudavrinningsområde. Sjön är 5 meter djup, har en yta på 0,382 kvadratkilometer och är belägen 106 meter över havet. Sjön avvattnas av vattendraget Dalbergsån (Flagerån).

## Delavrinningsområde
Betvattnet ingår i det delavrinningsområde (649005-127561) som SMHI kallar för Utloppet av Vassalen. Medelhöjden är 121 meter över havet och ytan är 36,9 kvadratkilometer. Det finns inga avrinningsområden uppströms utan avrinningsområdet är högsta punkten. Dalbergsån (Flagerån) som avvattnar avrinningsområdet har biflödesordning 2, vilket innebär att vattnet flödar genom totalt 2 vattendrag innan det når havet efter 210 kilometer. Avrinningsområdet består mestadels av skog (80 procent). Avrinningsområdet har 2,41 kvadratkilometer vattenytor vilket ger det en sjöprocent på 6,5 procent.